# Concert per a violí (Britten)
El concert per a violí, op. 15, de Benjamin Britten el va començar a Anglaterra el 1938 i el va acabar als Estats Units el 1939. Antoni Brosa el va estrenar al Carnegie Hall de Nova York el 28 de març de 1940 amb la Filharmònica de Nova York dirigida per John Barbirolli. És l'únic concert per a violí de Britten. El 1950 i el 1954 va fer algunes revisions menors, principalment pel que fa a la part solista, amb l'ajuda de Manoug Parikian.

## Estructura
El concert consta de tres moviments:
- Moderato con moto – Agitato – Tempo primo
- Vivace - Cadenza - Attaca
- Passacaglia: Andante lento (un poco meno mosso)